# Viktor Vlagyimirovics Jerofejev
Viktor Vlagyimirovics Jerofejev (oroszul: Виктор Владимирович Ерофеев) (Moszkva, 1947. szeptember 19. –) orosz író.

## Életpályája
Apja magas rangú szovjet diplomata volt, aki Sztálin közelében dolgozott tolmácsként.
Gyermekkorának egy részét Párizsban töltötte; ez az oka annak, hogy műveinek nagy részét lefordították franciára, míg angolra viszonylag kevesebbet.
A Moszkvai Állami Egyetemen végzett 1970-ben, ahol filológiát tanult. Innen a világirodalmi intézetbe jutott, ahol 1973-ban elkészítette posztgraduális munkáját: Dosztojevszkijről és a francia egzisztencializmusról írt tézisével 1975-ben kandidátusi fokozatot szerzett.
Műveiben sokszor találkozhatunk dosztojevszkiji utalásokkal. Irodalomkritikusként Sesztovról és de Sade márkiról jelentek meg művei. Később többekkel elindította a Metropol szamizdat kiadványt, ezért kizárták az írószövetségből, és 1988-ig (a gorbacsovi glasznoszty kultúrpolitikájának indulása) nem publikálhatott.
Moszkvában él, gyakran szerepel az orosz televízióban, saját műsora is van.

## Magyarul megjelent írásai
- Anna teste, avagy az orosz avantgárd vége ; in: Pompeji, 1995/1, ford. Szőke Katalin
- Az orosz széplány; ford. Bratka László, utószó M. Nagy Miklós; Európa, Bp., 1996
- Élet egy idiótával. Elbeszélések; ford. Bratka László et al.; Európa, Bp., 1997
- Férfiak (elbeszélések); ford. Bratka László et al.; Európa, Bp., 1998
- Az élet öt folyója. Regényfolyó. Mesés utazások könyve; ford. Bratka László; Európa, Bp., 1999
- A moszkvai szépség. Esküvői előkészületek egy részben; Viktor Jerofejev regénye alapján színpadra alkalmazta Uwe Lauer, ford. Lauer-Mokrai Orsolya; József Attila Színház, Bp., 2004
- A jó Sztálin; ford. Goretity József; Európa, Bp., 2005
- Az orosz lélek enciklopédiája. Regény enciklopédiával; ford. Holka László; Európa, Bp., 2007
- Halotti beszéd az orosz irodalom felett; in: Könnyű műfaj ólomnehezékekkel. Öt fontos modern orosz esszé; vál., bev. Vértes Judit, szerk. Hetényi Zsuzsa; ELTE BTK, Bp., 2008 (Dolce filologia, 5.)

## Külső hivatkozások
- Részlet Az orosz széplány-ból oroszul és magyarul - Bábelmátrix
- Litera.hu életrajz
- Jerofejev: A jó Sztálin